# لوک د اسمت
لوک د اسمت (انگلیسی: Luc De Smet؛ زادهٔ ۳۰ اوت ۱۹۵۷) دوچرخه‌سوار اهل بلژیک است.